# Frank Brewin
Frank Gerald Singlehurst Brewin  (ur. 21 października 1909 w Pune, zm. 21 kwietnia1976 w Southwark) – indyjski hokeista na trawie. Złoty medalista olimpijski z Los Angeles.
Zawody w 1932 były jego jedynymi igrzyskami olimpijskimi. Dla reprezentacji strzelił jednego gola.